# Campeonato de Wimbledon 1934
La edición 54.º del Campeonato de Wimbledon se celebró entre el 25 de junio y el 6 de julio de 1934 en las pistas del All England Lawn Tennis and Croquet Club de Wimbledon, Londres, Inglaterra.
El cuadro individual masculino lo iniciaron 128 jugadores mientras que el femenino lo iniciaron 96 tenistas.

## Hechos destacados
En la competición individual masculina se impuso el británico Fred Perry logrando el primer título que obtendría en el torneo al imponerse en la final al australiano Jack Crawford.
En la competición individual femenina la victoria fue para la británica Dorothy Round Little logrando el primer título que obtendría en Wimbledon al imponerse a la americana Helen Hull Jacobs.

## Palmarés
| Seniors              | Vencedor                      | Resultado     | Finalista                            | Finalista |
| -------------------- | ----------------------------- | ------------- | ------------------------------------ | --------- |
| Individual masculino | Fred Perry                    | 6–3, 6–0, 7–5 | Jack Crawford                        |           |
| Individual femenino  | Dorothy Round Little          | 6–2, 5–7, 6–3 | Helen Hull Jacobs                    |           |
| Dobles masculino     | George Lott Lester Stoefen    | 6–2, 6–3, 6–4 | Jean Borotra Jacques Brugnon         |           |
| Dobles femenino      | Simone Mathieu Elizabeth Ryan | 6–3, 6–3      | Dorothy Andrus Sylvie Jung Henrotin  |           |
| Dobles mixto         | Dorothy Round Ryuki Miki      | 3–6, 6–4, 6–0 | Dorothy Shepherd Barron Bunny Austin |           |

## Cuadros Finales

### Torneo individual  femenino
| Predecesor: 1933                         | Campeonato de Wimbledon 1934 | Sucesor: 1935                                       |
| Predecesor: Torneo de Roland Garros 1934 | Grand Slam 1934              | Sucesor: Campeonato nacional de Estados Unidos 1934 |

- Datos: Q423286